# Alfonso Hüppi

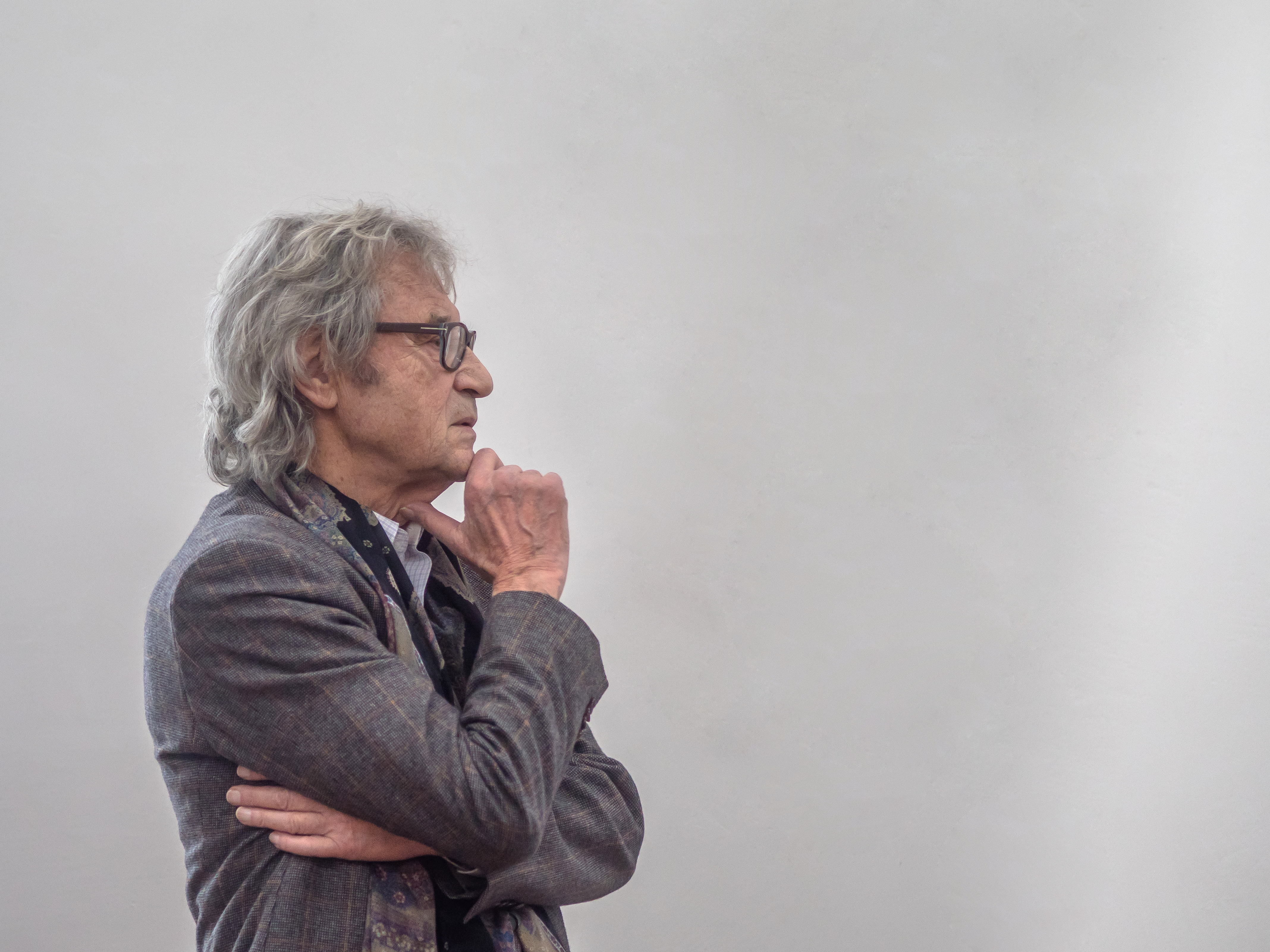
Alfonso Hüppi, 2018 (foto Heinz Bunse)

Alfonso Hüppi (Freiburg im Breisgau, 11 februari 1935) is een Duitse schilder, graficus en beeldhouwer.

## Leven en werk
Hüppi, die Zwitserse ouders had, werd in Duitsland geboren, maar groeide op in Zwitserland. Van 1950 tot 1954 volgde hij in Luzern een opleiding tot zilversmid en was tot 1959 als zodanig werkzaam. Van 1959 tot 1961 studeerde hij eerst beeldhouwkunst aan de Kunst- und Werkschule in Pforzheim en vervolgens kalligrafie aan de Hochschule für Bildende Künste in Hamburg, waar hij van 1961 tot 1964 was aangesteld als docent. In 1964 werd hij medewerker aan de Staatliche Kunsthalle in Baden-Baden en in 1974 volgde zijn benoeming tot hoogleraar schilderkunst aan de Kunstakademie Düsseldorf. Sinds zijn emeritaat in 1999 woont en werkt Hüppi in Baden-Baden en in het in 1999 door hem en de architect Erwin Gebert gestichte Etaneno, Museum im Busch in Namibië.

## Exposities en collecties
Hüppi nam in 1972 deel aan documenta 5 en werd ook in 1977 uitgenodigd voor documenta 6 in Kassel. Hij ontving in 1974 de Berliner Kunstpreis en in 1997 de Hans-Thoma-Preis van de deelstaat Baden-Württemberg. Het werk van Hüppi, bestaande uit schilderkunst, grafiek, collages, assemblagekunst en installatiekunst, bevindt zich in de collecties van Museum Abteiberg in Mönchengladbach, Museum Folkwang in Essen en het Museum für Neue Kunst in Freiburg. Zijn werk maakt eveneens deel uit van de Daimler Art Collection. In 2009 exposeerde Hüppi het uit vier delen bestaande granieten werk Kompass tijdens de Schweizer Triennale der Skulptur 2009 in Bad Ragaz.
De bijdrage van Hüppi aan het beeldenpark Il Giardino di Daniel Spoerri van de Zwitserse kunstenaar Daniel Spoerri bij Seggiano in de Toscane bestaat uit twee werken:
- La torre degli amanti (1997)
- La doccionella pisciona (1977/2000)